# Levoberežnyj
Il quartiere Levoberežnyj (in russo Район Левобережный?, "della riva sinistra") è un quartiere di Mosca sito nel Distretto Settentrionale.
Fino alla riforma del 1991 faceva parte del quartiere Leningradskij.
Nell'attuale territorio del quartiere era compreso il villaggio di Aksin'ino, noto già dal XVI secolo.
Il quartiere si trova sulla riva sinistra del bacino artificiale di Chimki; tra le varie strutture, ospita una stazione fluviale, servita dalla stazione di metropolitana Rečnoj Vokzal, un porto mercantile fluviale, il mercato all'ingrosso del sale e, su una penisola del bacino artificiale, l'ospedale militare centrale del ministero della difesa della Federazione Russa.

## Infrastrutture e trasporti
Stazioni della metropolitana di Mosca:
- Linea : Rechnoj Vokzal e Belomorskaja.